# Sylwester (święto)

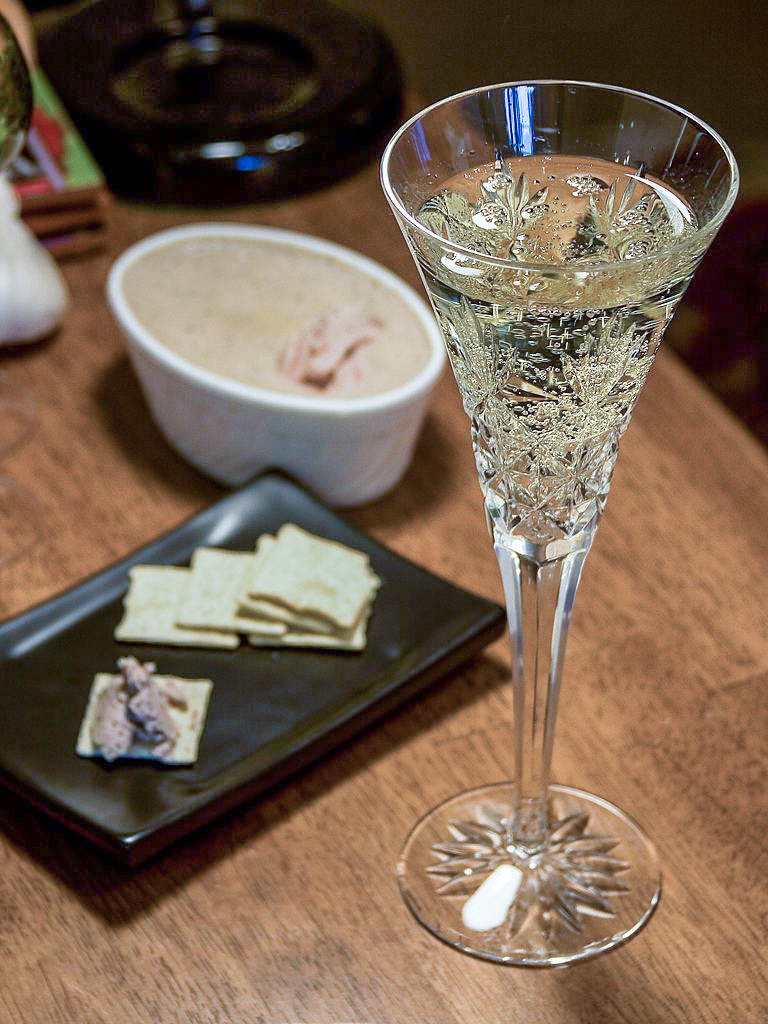
Zwyczajowy kieliszek szampana, którym żegnany jest odchodzący rok i witany nowy

Sylwester (tłusta wigilia) – wigilia Nowego Roku, dzień poprzedzający Nowy Rok – 31 grudnia (imieniny Sylwestra; w Kościele katolickim, jako wspomnienie liturgiczne papieża Sylwestra I), kiedy to świętuje się koniec starego roku i początek nowego, stanowiąca czas hucznych zabaw i balów, toastów, sztucznych ogni, petard lub pokazów laserowych.

## Obchody
Samo święto pożegnania starego i powitania nowego roku narodziło się dopiero na przełomie XIX i XX wieku. Początkowo obchodzono je tylko w bogatszych warstwach społeczeństwa, stopniowo zwyczaj przedostawał się do życia uboższych ludzi. Na początku XX wieku pojawiły się lokalne zwyczaje przeżywania nocy sylwestrowych. Na przykład w Danii zeskakiwano z krzesła o północy, a w Hiszpanii od 1909 wraz z każdym uderzeniem zegara zjada się jedno winogrono.
W wielu państwach (w tym w Polsce) tradycyjnym trunkiem jest wtedy szampan.